# Серафим Бит-Хариби
Серафим (Бит-Хариби), със светско име Ихтияр Битбунов, е православен асироезичен духовник от Грузинската православна църква. Схиархимандрит, настоятел на Старо-Кандския манастир „Тринайсет Свети Сирийски отци“.

## Биография
Роден през 1978 като син на грузински асириец и грузинка. В бурните си млади години е активен спортист и получава трети дан таекуон-до и карате. Четирикратен шампион на Грузия по борба източен стил. Жени се и му се раждат три деца, ръководи спортна школа в Киев. На 14 март 2006 се замонашва в Украйна, а по-късно приема велика схима. През 2008 започва да служи в Стара Канда, област Мцхети-Мтианети близо до Тбилиси, където е ръкоположен за дякон през 2010. В района на посоченото село сред 4000-те енориаши живеят 2000 негови сънародници, наследници на бежанци от геноцида над асирийците от началото на ХХ век. За тях, с благословията на грузинския патриарх Илия II, отец Серафим започва да служи на асирийски и староарамейски език, като сам съчинява полифонични песнопения и псалми на древните езици в съвременна мелодика. През 2015 получава сан схиархимандрит на новоиздигнатия манастир „Тринайсет Свети Сирийски отци“. През 2016 придобива световна известност с изпълнението си в патриаршеската църква Светицсховели в Мцхета пред Илия II и папа Франциск. Едно от неговите послания е свързано с новия геноцид над християните в Близкия изток.